# Terremoto de Iquique de marzo de 2014
El terremoto de Iquique de marzo de 2014 fue un sismo ocurrido a las 18:16:29 hora local (UTC-3) (21:16 UTC) del domingo, 16 de marzo de 2014. Abarcó a gran parte de las regiones del Norte Grande de Chile, especialmente la zona de Tarapacá, este terremoto es premonitor al terremoto de Iquique del 1° de abril de 2014.

## Sismología
Tuvo una magnitud de 6,7 grados en la escala sismológica de magnitud de momento y alcanzó los VII grados en la escala sismológica de Mercalli, según el Centro Sismológico Nacional, el epicentro se ubicó a 74 kilómetros al noroeste de la ciudad de Iquique, en el mar de Chile, y tuvo una duración de 72 segundos. El origen del sismo tuvo una profundidad de 20,6 kilómetros.
Este sismo fue sentido en todo el Norte Grande, desde la Región de Tarapacá hasta la Región de Antofagasta y en varias partes del sur del Perú y Bolivia .
Debido a la ubicación epicentro y la magnitud de este sismo, el Servicio Hidrográfico y Oceanográfico de la Armada de Chile (SHOA) decretó una alerta preventiva de tsunami para todas las zonas costeras del Norte Grande de Chile. Aproximadamente 3 horas después de ser informada la alerta de evacuación, se dio por cancelada , sin mayores inconvenientes.
De inmediato tras el evento telúrico principal, se registraron una serie de réplicas de gran intensidad, destacando algunas de magnitud 6,4 el día 17 de marzo, de magnitud 6,2 el día 22 de marzo y de magnitud 6,3 el día 23 de marzo. Hasta el día 31 de marzo se registraron 155 réplicas en la zona del terremoto.

## Efectos
El sismo produjo mucho susto en la población , especialmente en la ciudad de Iquique, en la cual se registraron las mayores intensidades. Cabe destacar que al momento de la evacuación se generaron kilométricos atascos en las calles y avenidas, producto del uso de vehículos para la evacuación.
El sismo además provocó caída de rocas en la carretera que une Iquique y Alto Hospicio, provocando aun mayores atascos de tráfico. A pesar del caos producido por este sismo, no se registraron fallecidos y solo hubo 5 heridos.

## Intensidades de Mercalli
| Lugar         | Intensidad percibida |
| ------------- | -------------------- |
| Iquique       | VI-VII               |
| Alto Hospicio | VI-VII               |
| Arica         | VI                   |
| Codpa         | V                    |
| Visviri       | IV                   |
| Putre         | IV                   |
| Quillagua     | IV                   |
| Tacna         | III                  |